# نام‌گذاری گیاه‌شناسی
نام‌گذاری گیاه‌شناسی یا نام‌گذاری گیاه‌شناختی (به انگلیسی: Botanical nomenclature) نامگذاری رسمی و علمی گیاهان است. هرچند این نامگذاری با آرایه‌شناسی گیاهان مرتبط است، اما از آن متمایز بوده و تفاوت‌هایی با آن دارد. آرایه‌شناسی گیاهی به گروه‌بندی و طبقه‌بندی گیاهان مربوط می‌شود؛ اما نامگذاری گیاه‌شناسی نام‌هایی را برای نتایج این فرایند ارائه می‌دهد. نقطهٔ شروع نامگذاری گیاه‌شناسی مدرن، توسط کارل لینه در کتاب گونه‌های گیاهان در سال ۱۷۵۳ بود. نامگذاری گیاه‌شناسی توسط قوانین جهانی نامگذاری جلبک‌ها، قارچ‌ها و گیاهان (ICNafp) اداره می‌شود که جایگزین قوانین بین‌المللی نامگذاری گیاه‌شناسی (ICBN) شده است. گیاهان فسیلی نیز تحت پوشش این قوانین قرار می‌گیرند.
در محدودهٔ تعیین‌شده توسط این قانون، مجموعه قوانین دیگری نیز وجود دارد، از جمه قانون بین‌المللی نامگذاری گیاهان زراعی (ICNCP) که در مورد ارقام گیاهی که عمداً توسط انسان تغییریافته یا انتخاب شده‌اند، اعمال می‌شود (به کالتیژن مراجعه کنید).
نام‌گذاری گیاه‌شناسی مستقل از سایر سیستم‌های نامگذاری، به عنوان مثال نامگذاری جانورشناسی است. این استقلال بر این دلالت دارد که حیوانات می‌توانند نام‌های عمومی مشابه گیاهان داشته باشند (مثلاً جنس Iris که هم به گیاه زنبق اشاره دارد و هم به نوعی مانتیس). این استقلال همچنین باعث می‌شود که نامگذاری گیاهان از قوانینی کمی متفاوت پیروی کنند، مثلاً جانوران می‌توانند نام جنس و گونه یکسانی داشته باشند، همچون پیکا پیکا که نوعی زاغی است، اما برای نامگذاری گیاهان چنین چیزی مجاز نیست.

## تاریخچه و دامنهٔ کاربرد
نامگذاری گیاه‌شناسی قدمتی دیرینه دارد و به دورهٔ تئوفراستوس (حدود ۳۷۰–۲۸۷ پیش از میلاد)، دیوسکوریدس (حدود ۴۰–۹۰ میلادی) و دیگر نویسندگان یونانی بازمی‌گردد. بسیاری از این آثار به صورت ترجمه‌های لاتین به ما رسیده‌اند. نویسندهٔ اصلی لاتین در زمینهٔ گیاه‌شناسی، پلینیوس (۲۳–۷۹ میلادی) بود. از دوران قرون وسطی، لاتین به زبان علمی جهانی (زبان میانجی) در اروپا تبدیل شد. بیشتر دانش مکتوب گیاهان متعلق به راهبان، به ویژه بندیکتین‌ها، بود و هدف آن گیاهان دارویی اولیه در درجهٔ اول دارویی بود تا علم گیاه‌شناسی به خودی خود. برای اینکه چنین اطلاعاتی به‌طور گسترده‌تری در دسترس قرار گیرد، اختراع دستگاه چاپ (۱۴۵۰) ضروری بود.   
لئونهارت فوکس، پزشک و گیاه‌شناس آلمانی، اغلب به عنوان مبتکر نام‌های لاتین برای تعداد فزاینده‌ای از گیاهان شناخته‌شده در علم در نظر گرفته می‌شود. به عنوان مثال، او نام Digitalis (گل انگشتانه) را در کتاب تفسیرهای قابل توجه در مورد تاریخ گیاهان (۱۵۴۲) خود ابداع کرد.
یک رویداد کلیدی در حوزهٔ نامگذاری، روش لینه یعنی نامگذاری دوبخشی بود که در کتاب گونه‌های گیاهان (۱۷۵۳) خود بدان پرداخت.
در قرن نوزدهم، به‌طور فزاینده‌ای آشکار شد که نیاز به قوانینی برای کنترل نامگذاری علمی وجود دارد و ابتکاراتی برای اصلاح مجموعه قوانینی که توسط لینه مبدع آن بود، صورت گرفت. این قوانین در ویرایش‌های پیاپی و پیچیده‌تری منتشر شدند. تاریخ‌های کلیدی برای نام‌گذاری گیاهان، ۱۸۶۷ (با انتشار کتاب لوئیس از دو کاندول) و ۱۹۰۶ (با انتشار قوانین بین‌المللی نامگذاری گیاه‌شناسی، موسوم به «قوانین وین») بودند. جدیدترین این قوانین، قانون شنژن است که در سال ۲۰۱۸ تصویب شد.

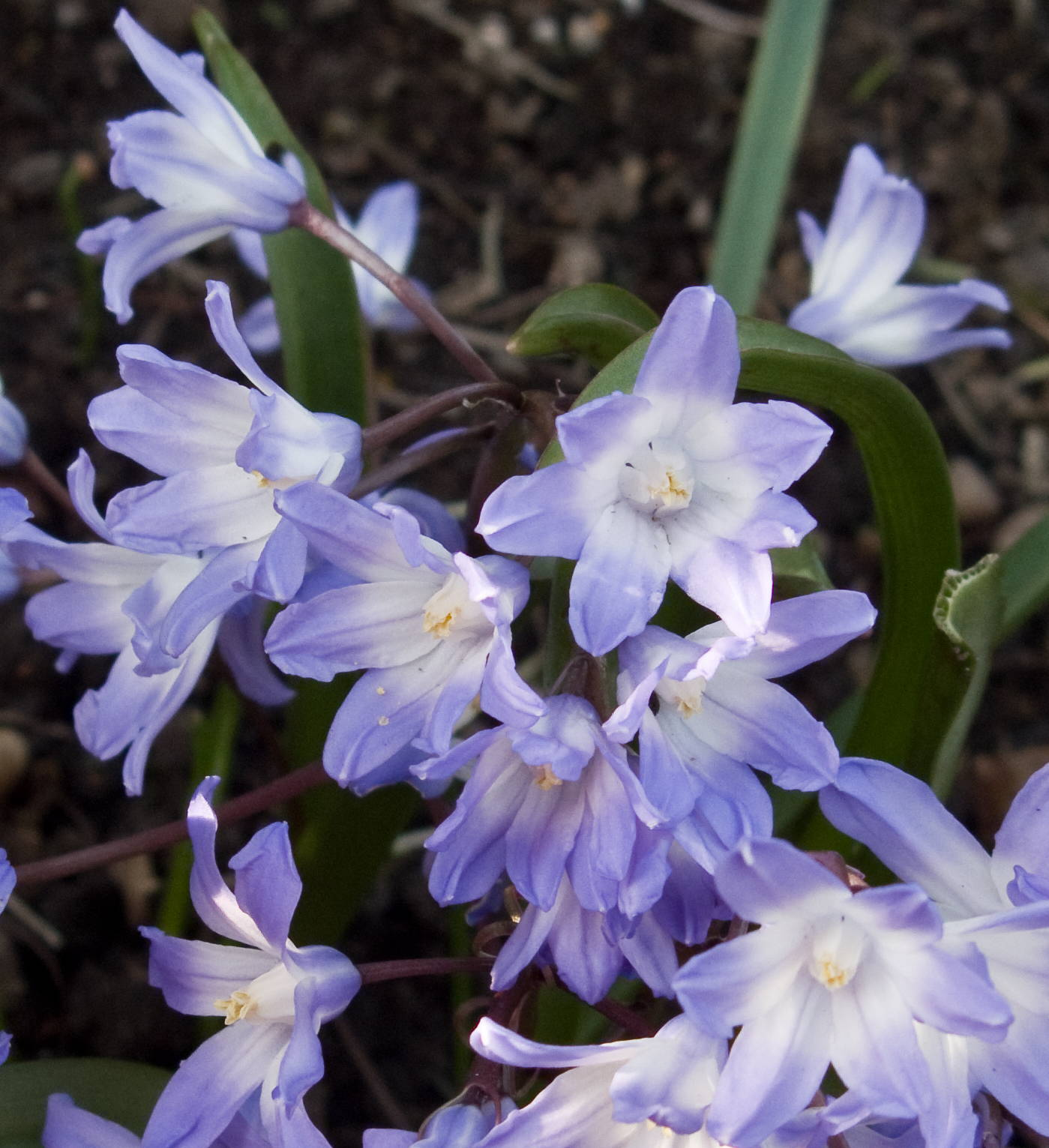
گل‌های شکوه برف (Chionodoxa siehei) که می‌توان آن را Scilla siehei نیز نامید، که یا در Chionodoxa forbesii یا Scilla forbesii قرار می‌گیرد

### عمومی
- طبقه‌بندی علمی
- نامگذاری دوبخشی
- قوانین نامگذاری

### گیاه‌شناسی
- نام گیاه‌شناسی
- قوانین جهانی نامگذاری جلبک‌ها، قارچ‌ها و گیاهان
  - نام صحیح (گیاه‌شناسی)
  - یادکرد مؤلف (گیاه‌شناسی)
  - نام دورگه (گیاه‌شناسی)
- آیین‌نامه بین‌المللی نامگذاری گیاهان زراعی
- فهرست نام‌های بین‌المللی گیاهان: فهرستی از نام‌های گیاهان دانه‌دار و سرخس‌های منتشر شده
- انجمن بین‌المللی طبقه‌بندی گیاهان
- دیرین‌گیاه‌شناسی